# Emmanuelle Pouydebat
Emmanuelle Pouydebat, née le 22 mai 1973 à Paris est directrice de recherche au CNRS et au Muséum national d'histoire naturelle, spécialisée dans l’évolution des comportements animaliers et en particulier des capacités de manipulation et d’utilisation d’outils.

## Biographie

### Études
Née d’une mère institutrice et d’un père ingénieur en informatique, Emmanuelle Pouydebat se passionne toute jeune pour Yves Coppens. En 1984, elle lit Le Singe, l'Afrique et l'homme, se passionne pour Lucy et souhaite comprendre pourquoi cette petite australopithèque n'est pas un humain. Pendant ses études, elle effectue ses premières observations de comportements chez les macaques et autres mammifères au Zoo de Thoiry, lit Jane Goodall et part ensuite à la rencontre des chimpanzés de Côte d'Ivoire. Elle obtient le prix de la Vocation (Fondation Marcel Bleustein-Blanchet) et rencontre un des membres du Jury, Yves Coppens. Elle commence alors sa thèse au Muséum national d'histoire naturelle et au Collège de France, sous la direction du Professeur, sur les capacités de manipulation et d’utilisation d’outils chez les primates. Elle mène alors ses observations et expérimentations aux zoos de Beauval et de Vincennes qui la conduiront à démontrer que chaque espèce est unique et que les humains n’ont pas le monopole de la dextérité manuelle.

### Carrière
Après son doctorat, obtenu en 2004, Emmanuelle Pouydebat devient Attachée Temporaire d’Enseignement et de Recherches du Pr Yves Coppens puis rejoint le CNRS comme chargée de recherche où elle intègre MECADEV pour travailler sur les mécanismes adaptatifs et l’évolution des comportements. Elle supervise alors des projets interdisciplinaires explorant les capacités de manipulation de nombreuses espèces parmi les mammifères (singes, éléphants, carnivores…), les oiseaux (perroquets), les amphibiens (xénopes, grenouilles terrestres…) et les arthropodes (écrevisses, bernard-l’hermite, araignées…),. Cette approche lui permet aussi d'interpréter les capacités de manipulation des mains fossiles d’une part et de mieux comprendre les corrélations entre génétique, comportement, morphologie et biomécanique d’autre part afin d'explorer les mécanismes évolutifs des comportements étudiés. Devenant directrice de recherche, elle poursuit ses travaux interdisciplinaires et s’intéresse à des animaux aussi différents que des écrevisses ou des éléphants en développant des approches bio-inspirées, au service notamment de la robotique. Sensible à la souffrance animale, elle développe des projets liés au bien-être en captivité, montre que chaque espèce est intelligente et que toutes doivent être respectées et protégées,. Comptant plus de 60 articles scientifiques internationaux et encore davantage de conférences nationales et internationales, coordonnant de très nombreux projets et encadrant de nombreux étudiants et étudiantes.

## Émissions de télévision, de radio et presse écrite
Emmanuelle Pouydebat transmet régulièrement sa passion à la télévision,à la radio ou dans la presse. 

Au cours de nombreuses conférences grand public elle propose d'utiliser un autre concept de l'intelligence, mettant de côté celui qui repose habituellement sur des critères sémantiques humains comme le langage. Si l'intelligence a plusieurs composantes, alors comment comparer l'intelligence des espèces entre elles dans le monde animal ? Emmanuelle tente donc de proposer un concept utilisé régulièrement pour comprendre l'évolution des espèces en fonction de leur milieu : l'adaptation. Ainsi, l'intelligence serait les capacités d'adaptation comportementale d'un individu face à une situation donnée. Par cette définition, Emmanuelle invite l'auditeur à se détourner d'une définition singulière, montrant que l'intelligence est plurielle. À partir de ses observations, affirmer que les humains sont les plus intelligents n'a pas beaucoup de sens au regard de l'évolution et du contexte. En replaçant ainsi les humains à leur place, au sein du règne animal, son analyse permet d'établir objectivement les points communs et les différences entre les espèces .

## Ouvrages
- L’intelligence animale, cervelle d’oiseaux et mémoire d’éléphants, Odile Jacob, 2017,  (ISBN 978-2738135155)
- Atlas de Zoologie poétique, Arthaud, 2018,  (ISBN 978-2081410350)
- Quand les animaux et les végétaux nous inspirent, Odile Jacob, 2019,  (ISBN 978-2738149244)
- Sexus Animalus, Arthaud, 2020,  (ISBN 9782081470453)
- Lucy, Coppens, moi et les autres, Humenscience, 2022 (Pouydebat E. & G. Macagno (illustrateur))
- Mes histoires incroyables sur les animaux. Bayard éd. Jeunesse, 2023 (ouydebat E., Martin R., Glassof W. )
- Mes plus belles rencontres animales, Odile Jacob, 2023,  (ISBN 978-2415006907)
- Animaux artistes, Odile Jacob, 2024 (Pouydebat E., Pochart C. (historienne de l’art), Orsini S. (illustrateur))

## Distinctions

### Récompenses
- 2019 : Médaille d'argent du CNRS[21]
- 2001 : Lauréate de la Fondation Marcel Bleustein Blanchet[22]

### Décorations
- Chevalier de la Légion d'honneur. Elle est nommée chevalier le 13 juillet 2019[23] par le ministère de la transition écologique et solidaire.
- Officier de l'ordre national du Mérite (nommée le 15 mai 2025)[24].